# Quatre-Champs
Quatre-Champs é uma comuna francesa na região administrativa de Grande Leste, no departamento das Ardenas. Estende-se por uma área de 11,51 km². Em 2010 a comuna tinha 231 habitantes (densidade: 20,1 hab./km²).